# Campeonato Asiático de Atletismo de 2015 - Lançamento de dardo feminino
A prova do lançamento de dardo feminino do Campeonato Asiático de Atletismo de 2015 foi disputada no dia 7 de junho de 2015 no Wuhan Stadium em Wuhan, na China. 

## Recordes
Antes desta competição, os recordes mundiais e do campeonato nesta prova eram os seguintes:
|                       | Nome              | Nacionalidade | Distância | Local     | Data                   |
| --------------------- | ----------------- | ------------- | --------- | --------- | ---------------------- |
| Recorde mundial       | Barbora Špotáková | Chéquia       | 72m 28cm  | Estugarda | 13 de setembro de 2008 |
| Recorde do campeonato | Li Lingwei        | China         | 60m 65cm  | Pune      | 6 de julho de 2013     |
| Recorde asiático      | Zhang Li          | China         | 65m 47cm  | Incheon   | 1 de outubro de 2014   |

Os seguintes recordes foram estabelecidos durante esta competição:
| Data       | Evento | Atleta      | Nacionalidade | Distância | Notas                 |
| ---------- | ------ | ----------- | ------------- | --------- | --------------------- |
| 7 de junho | Final  | Liu Shiying | China         | 61m 33cm  | Recorde do campeonato |

## Medalhistas
| Ouro              | Prata            | Bronze               |
| Liu Shiying (CHN) | Yang Xinli (CHN) | Risa Miyashita (JPN) |

## Cronograma
Todos os horários são locais (UTC+8)
| Data       | Hora  | Evento |
| ---------- | ----- | ------ |
| 7 de junho | 15:30 | Final  |

## Final
A final da prova ocorreu dia 7 de junho às 15:30. 
| Posição           | Atleta                 | Nacionalidade | #1    | #2    | #3    | #4    | #5    | #6    | Resultados | Notas                 |
| ----------------- | ---------------------- | ------------- | ----- | ----- | ----- | ----- | ----- | ----- | ---------- | --------------------- |
| Medalha de ouro   | Liu Shiying            | China         | 54.63 | 59.60 | 59.15 | x     | 61.33 | 59.85 | 61.33      | Recorde do campeonato |
| Medalha de prata  | Yang Xinli             | China         | 59.24 | x     | x     | x     | 54.73 | x     | 59.24      |                       |
| Medalha de bronze | Risa Miyashita         | Japão         | 51.19 | 49.87 | 52.22 | 49.71 | 48.90 | 54.76 | 54.76      |                       |
| 4                 | Nadeeka Lakmali        | Sri Lanka     | 51.53 | 49.82 | 52.29 | 44.74 | 51.40 | 46.51 | 52.29      |                       |
| 5                 | Annu Rani              | Índia         | 46.03 | 48.16 | 48.41 | 46.20 | 51.26 | 50.02 | 51.26      |                       |
| 6                 | Anastasiya Svechnikova | Uzbequistão   | 46.52 | 47.05 | 45.37 | 44.28 | 49.18 | 50.92 | 50.92      |                       |
| 7                 | Kim Gyeon-gae          | Coreia do Sul | 48.74 | x     | 47.06 | x     | 46.44 | x     | 48.74      |                       |
| 8                 | Chang Chu              | Taipé Chinesa | 48.02 | x     | 47.92 | 45.99 | x     | 46.53 | 48.02      |                       |
| 9                 | Suman Devi             | Índia         | 39.16 | 46.55 | 42.98 |       |       |       | 46.55      |                       |
| 10                | Ai Yamauchi            | Japão         | 42.60 | 45.00 | 43.91 |       |       |       | 45.00      |                       |
| 11                | Woo Wing Tung          | Hong Kong     | 41.50 | 40.28 | 37.82 |       |       |       | 41.50      |                       |
| 12                | Sima Kumari Tharu      | Nepal         | 36.17 | 34.16 | 34.62 |       |       |       | 36.17      |                       |

Legenda
| Recorde mundial       | Recorde mundial (World record)               |                       | Recorde africano                      | Recorde africano (African) |                                           | Q | Classificado por posição (Qualified) |
| Recorde do campeonato | Recorde do campeonato (Championship record)  | Recorde da América    | Recorde da América (Americas)         | q                          | Classificado por melhor tempo (Qualified) |   |                                      |
| Melhor marca do ano   | Melhor marca do ano (World leading)          | Recorde asiático      | Recorde asiático (Asian)              | DNS                        | Não largou (Did not start)                |   |                                      |
| Recorde nacional      | Recorde nacional (National record)           | Recorde europeu       | Recorde europeu (European)            | DNF                        | Não terminou (Did not finish)             |   |                                      |
| Recorde pessoal       | Recorde pessoal do atleta (Personal best)    | Recorde da Oceania    | Recorde da Oceania (Oceania)          | DSQ / DQ                   | Desclassificado (Disqualified)            |   |                                      |
| Recorde da temporada  | Recorde da temporada do atleta (Season best) | Recorde sul-americano | Recorde sul-americano (South America) | NM                         | Sem marca (No mark)                       |   |                                      |